# John Battiscombe Gunn
John Battiscombe Gunn, noto che come J. B. Gunn, Ian Gunn o Iain Gunn (Il Cairo, 13 maggio 1928 – Mount Kisco, 2 dicembre 2008), è stato un fisico statunitense.

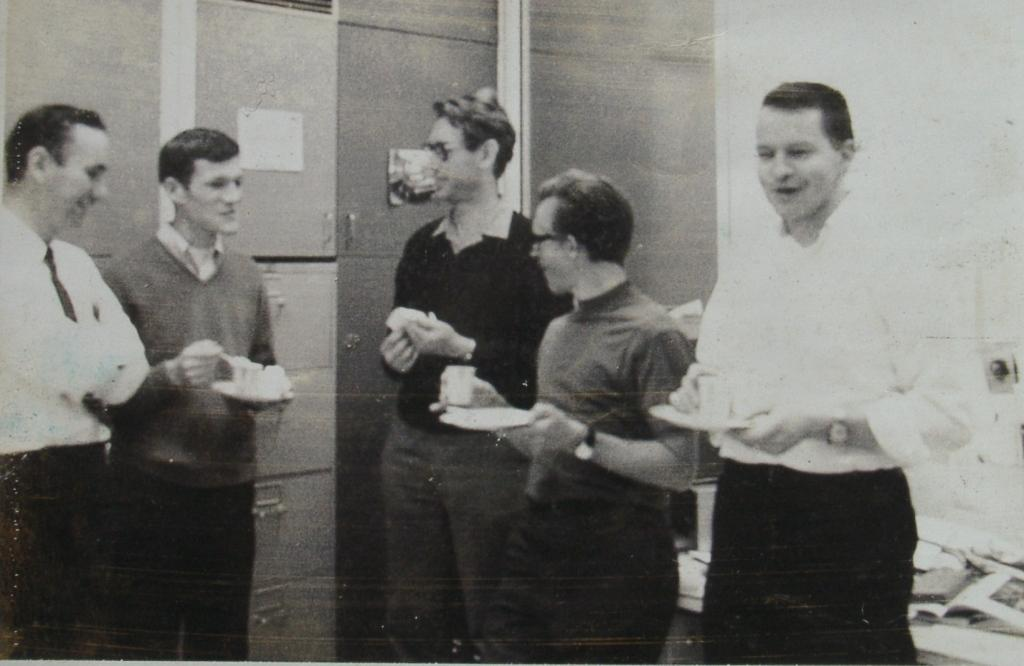
Dr. Norman Braslau, Lawrence Foltzer, John Battiscombe Gunn, Dr. Brian Elliott e John Staples, alla festa per l'ultimo giorno di Foltzer alla IBM Research, Yorktown Heights, New York

Figlio di Battiscombe Gunn, fu docente alla Columbia University dal 1953 al 1971 e ricercatore all'IBM dal 1971. Il suo nome è legato alla scoperta (1964) dell'effetto Gunn, che permise la realizzazione del diodo Gunn, la prima fonte di microonde che non richiedeva la valvola termoionica.